# Lourdes Grobetová
Lourdes Grobetová (nepřechýleně Lourdes Grobet Argüelles; 25. července 1940, Ciudad de México – 15. července 2022) byla současná mexická fotografka, známá svými fotografiemi mexických zápasníků lucha libre.
Grobetová strávila nějaký čas jako malířka, než se později zaměřila na fotografii. Její fotografování ji přivedlo ke zkoumání lucha libre a strávila spoustu času seznamováním se s luchadores (zápasníky). Grobetová se věnovala divadlu, točila videa a vydala několik knih. Zrealizovala celou řadu výstav a za svou práci získala mnoho grantů a ocenění.

## Raný život
Grobetová se narodila v Mexico City, kde vyrůstala se svými rodiči. Grobetová absolvovala formální kurz malby na Akademii San Carlos. Jejím rodičům se názory školy nelíbili a poslali ji pracovat pod katolického profesora jménem José Suárez Olvera, který maloval nástěnné malby pro kostel San Francisco. O jeho práci se příliš nestarala, protože měla pocit, že postrádá originalitu. Grobetová si položila otázku, co je umění: „Když jsem se rozhlédla kolem sebe, a poté, co jsem si položila nevyhnutelné otázky o tom, co umění je, bylo jasné, že pro mě je to jazyk, způsob, jak věci říkat, a tak jsem musela najít ten nejlepší způsob říkat jim.„

## Vzdělání
Lourdes Grobetová studovala výtvarné umění na Universidad Iberoamericana v Mexiku a grafický design a fotografii v Británii na Cardiff College of Art a Derby College for Higher Education. Velmi ji dojal její profesor Mathias Goeritz, od kterého se dozvěděla, že masmédia ukazují nový způsob vyjadřování. Když Goeritz zanechal vyučování, požádal Grobetovou, aby byla jeho asistentkou, zatímco pracoval na vitrážích pro katedrálu v Mexico City. V roce 1977 studovala v Anglii a vytvořila několik krajinomaleb. Nakonec ale neuspěla, protože fotografické fakultě se nelíbilo, že krajinu pozměnila a odklonila se od toho, aby byla čistě dokumentární.

## Kariéra
Kati Horna uvedla Grobeta do světa fotografie, ačkoli hlavními vlivy v její rané kariéře byli Mathias Goeritz, Gilberto Aceves Navarro, El Santo a další.
Grobetová nějakou dobu studovala jako malířka v Mexiku a poté se v roce 1968 vydala na výlet do Paříže, což jí změnilo život a způsob, jakým nahlížela na umělecký svět.
Když byla v Paříži, navštívila mnoho uměleckých galerií a objevila Kinetic Art, a proto ráda spolupracovala s multi-médii. Nějaký čas strávila prací na jazzových koncertech ovládáním osvětlení a kinetických projekcí. Když se Grobetová vrátila do Mexika, rozhodla se, že se chce zaměřit na fotografování, po návratu domů se rozhodla spálit všechny své staré práce a začít znovu.
V roce 1981 Grobetová vydala svůj první soubor fotografií. Na začátku své kariéry ve fotografii byla součástí skupiny s názvem Consejo Mexicano de Fotografía (Mexická rada fotografie), kterou založil Pedro Meyer v roce 1977. Svou účastí v této skupině dokázala oživit fotografii v Mexiku, což vedlo k hnutí zvanému Grupos. Grobetová se zaměřila na vytvoření komunitní perspektivy.
Grobetová strávila nějaký čas s domorodými lidmi a v době velkého boje o ně. Udělala si čas, aby se o nich dozvěděla více a fotografovala je divadelním způsobem. Chtěla se spojit s domorodými lidmi pomocí své umělecké iniciativy, takže si vytvářeli vlastní kostýmy a kulisy a ona je pak vyfotografovala. Později se Grobetová začala zajímat o mayskou kulturu. Když se chtěla dozvědět více o Mayích, odešla na předměstí, což bylo méně obvyklé, ale chtěla se vyhnout turistům. Chtěla získat přesné informace a prozkoumat méně navštěvovanou oblast. Objevila chrámy, které vytvořila neznámá civilizace, a rozhodla se, že se jim bude říkat Olmayazetec.
Po vzdělání a cestách se vrátila do Mexika. Znovu se začala zajímat o luchadores. Zjistila, že o nich je dostupných jen velmi málo informací, a tak se rozhodla, že o nich chce dát světu více vědět.
Grobetová strávila třicet let fotografováním luchadores a studiem jejich způsobu života. Trávila čas fotografováním zápasníků Lucha Libre uvnitř i vně ringu, a to jak v jejich maskách, tak i v jejich vlastních domovech. Grobetová chtěla ukázat, že žili normální životy, stejně jako všichni ostatní. Velmi se sblížila se známými zápasníky Lucha Libre, jako jsou: El Santo, Blue Demon, Mil Mascaras, Sagrada, Octagon, Misioneros de la Muerte, Los Perros del Mal a Los Brazos. Lourdes Grobetová, hodně ovlivněná Mathiasem Goeritzem, polským sochařem z Gdaňsku a Gilbertem Acevesem Navarrem, mexickým mistrem nástěnných maleb, kteří byli jejími učiteli, pracovala na obrazech El Santo, jednoho z nejvýznamnějších mexických zápasníků a hrdiny Lucha libre, který hrál ve více než 50 filmech. Od roku 1975 publikovala více než 11,000 fotografií tohoto sportu, včetně fotografií o sportu ve Spojených státech od 30. let 20. století a jako důležité součásti mexické populární kultury, která zaujala sociologický postoj. Sport zahrnuje mnoho kostýmů a masek, což vede ke sportovně-karnevalové atmosféře, kterou Mexičané velmi oceňují.
Grobetová má za sebou přes sto výstav svých fotografií, skupinových i samostatných. Své práce nechala vystavit na londýnském festivalu Mexfest v roce 2012. Získala cenu na druhém bienále výtvarné fotografie. V roce 1975 pro výstavu Hora y media proměnila galerii na fotografickou laboratoř. Fotografie vyvolala, aniž by je upravovala, a vystavila je na tři stěny.
V roce 1977 představila Traveling, výstavu fotografií na eskalátoru. Některé z dalších vystavených cyklů jsou: Paisajes pintados, Teatro campesino, Strip Tease.

## Osobní život
Grobetová si vzala Xaviera Pereze Barbu v roce 1962 a měli spolu čtyři děti. Rozvedli se v roce 1974.

## Smrt
Lourdes Grobetová zemřela 15. července 2022 v Mexico City, bylo jí 81 let.

## Práce a proces
Když Grobetová vytvářela své fotografie, chtěla lépe porozumět realitě. Podle autorky, a jak je uvedeno v její knize Lourdes Grobet z roku 2005, „používala tuto fotografickou zkušenost jako indukční proces, aby pochopila nebo ‚prožila‘ realitu (nebo reality), spíše než ilustrovala určité předem vytvořené myšlenky. Nebojí se používat různé jazyky, které má k dispozici, aby mohla mluvit o svých konkrétních zkušenostech a stanoviscích, čímž obětuje formální purismus. Grobetové se svým způsobem daří využívat fotografii k tomu, aby se vztahovala k sobě, k lidem a k jednání v problematické realitě, kterou je Mexiko.“
Některé práce, které dělala, byly společné, zatímco jiné ráda dělala ve svém volném čase. Při fotografování luchadores chtěla ukázat jejich tvrdou stránku, ale chtěla ukázat i stránku křehkou. Grobetová chtěla odhalit kořeny Lucha Libre. Chtěla ukázat, že Lucha Libre jsou důležité pro kulturu Mexika a že mají souvislost s časem Aztéků. Grobetová zjistila, že o těchto fascinujících luchadorech není mnoho informací. Chtěla, aby se luchadores dostalo uznání, které si zaslouží jako významná kulturní hodnota Mexika.

## Ocenění
- FONCA grant, Mexico 2010–11
- Macdowell Residency, United States 2007[17]
- FONCA grant, Mexico 2005–2006
- Bellagio Residency, Italy 2003[6][18]
- MacDowell Residency, United States 2002[6][17]
- Yaddo Residency, United States 2001[6][19]
- Sistema Nacional de Creadores Grant, Mexican Cultural Institute, Mexico 1999–2001[6]
- Banff Centre for the Arts, Residency Canada 1996[6]
- Sistema Nacional de Creadores Grant, Mexican Cultural Institute, Mexico 1995–1998[6]
- International Award, Latin American Emancipation and Identity 1492–1992, contest, Quito Ecuador 1992[6]
- Best Monument Award for commemoration of 20th Anniversary of Tlatelolco massacre, with the group Proceso Pentagono, Mexico 1988[6]
- Best Book Award, Juan Pablos Editions, Mexico 1988[6]
- Libro Propositivo Award, Mexico 1984[6]
- Photographic Biennal award, Mexico 1982[5][6]

## Samostatné výstavy
- 2015 Centre de Cultura Contemporània de Barcelona, Barcelona, Španělsko[20]
- 2013 Wrestling, mexický konzulát, Miami, Florida, Spojené státy americké
- 2012 El nuevo hombre de Bering (The New Man of Bering), NegPos, Nîmes, Francie[4]
- 2010 Equilibrium & Resistance, Galerie UAM Mexico City
- 2010 Espectacular de Lucha Libre, Národní muzeum umění, Kuala Lumpur Malajsie
- 2009 Equilibrium & Resistance, Museo Archivo de la Fotografía, Mexico City
- 2008 La Mano Negra, IMSS. Mexiko
- 2008 Upside Down Les Artiques, Musée du Quai Branly, Paříž, Francie
- 2007 Lucha libre, Foto España. Madrid, Španělsko
- 2006 Lucha libre, tři stanice metra. Mexiko DF
- 2005 Lourdes Grobet: Retrospective, Bruce Silverstein Gallery, New York[21]
- 2005 Black Party, New York, USA
- 2005 Paisajes Pintados (malované krajiny), Alicante University, Španělsko
- 2000 Lucha Libre, Centro Cultural Tijuana, Tijuana, Mexiko[6]
- 2000 Prometeo Unisex (Prometheus Unisex), video instalace, Ex-Teresa, Mexico City[6]
- 1988 Los Manteles de Septiembre, Café la Gloria, Mexico City[6]
- 1997 Tres Caídas (Tři vodopády), Centro Alvarez Bravo, Oaxaca, Mexiko[6]
- 1996 Pop, Mass and Sub-culture, Banff Center for the Arts, Kanada[6]
- 1996 La Filomena, Centro de la Imagen, Mexico City[4]
- 1995 La Máscara en la Cultura Mexicana (Maska v mexické kultuře), Erfurt, Německo[6]
- 1992 ¿De qué conquista hablamos? (O kterém dobytí mluvíme? ), Mexico City a Quito, Ekvádor[6]
- 1990 Neo-Olmayaztec, galerie Gilardi, Mexico City[6]
- 1983 53 Cuadras, Museo del Chopo, Mexico City[6][22]
- 1980–82–85–91 Lucha Libre, Mexico City-Chicago- Havana -Amsterdam[6]
- 1977–1991 Paisajes Pintados (malované krajiny), Derby, Velká Británie-Mexiko City[6]
- 1977 Putovní výstava, Derby, Velká Británie[6]
- 1975 Hora y Media (hodina a půl), Casa del Lago, Mexico City[6][4]
- 1974 A la Mesa (To the Table), Casa del Lago, Mexico City[6][4]
- 1970 Serendípiti (Serendipity), Galería Misrachi, Mexico City[6][4]

## Divadlo, film a video
- 2013 „Equilibrium & Resistance, Bering Strait. dokument
- 2012 “The New Man of Bering„ galerie NegPos, Nîmes Francie
- 2011 „Slyšte ticho“/ dílo sochařky Helen Escobedo. Mexiko
- 2010 „On Human Scale“/ dílo sochařky Helen Escobedo. Mexiko
- 2009–2010 „Interactiv, Images of BeringStrait“ / MAF. Mexiko
- 2000–2009 Frontier/ Musée du Quai Branly, Paříž Francie. Museo Archivo de la Fotografia Mexico City
- 2008–2009 Fluxus/ Musée du Quai Branly, Paříž Francie. Museo Archivo de la Fotografia
- 2006 “Lobulos on Line„/ Mexico City
- 2005 “Projekt Grobet Witch„/. Univerzita v Alicante Španělsko
- 2003 “As-Is„/, Muzeum moderního umění, Mexico city.
- 2002 “Prometheus Unisex„ 36. výstava New York Expo. Film a video. New York. USA
- 2001 “Prometheus Unisex„ / Video bienále Brazílie
- 2000 “Prometheus Unisex„ / ExTeresa Arte Actual, Mexico City
- 1995–2000, videa pro Teatro Campesino e Indigena, divadelní skupina, Mexiko
- 1996 “Luz y Fer„ / Centro de la Imagen, Mexico City
- 1992 “Lucha Libre„ / rozhovor pro francouzskou televizi
- 1990 “Lucha Libre„/ film pro BBC Londýn Velká Británie
- 1986–2001, fotografie pro Teatro Campesino e Indigena, divadelní skupina, Mexiko
- 1983–1984 “De Mugir a Mujer / představení, Casa del Lago, Mexico City
- 1978–1992 Divadelní spolupráce se Susanou Alexander[5]

## Sbírky
- Brooklynské muzeum, Brooklyn, NY[23]
- Fundación Cultural Televisa[4]
- Centro de la Imagen, Mexico City, Mexiko[4]
- Harry Ransom Center, Texaská univerzita v Austinu, TX[4]
- Musée du quai Branly, Paříž, Francie[4]
- Muzeum umění Houston, Houston, Texas[24]
- Sanfranciské muzeum moderního umění, San Francisco, CA[25]
- Muzeum latinskoamerického umění, Long Beach, CA[26]

## Publikace
- Viz Escoge el Tiempo (1983). Los Talleres, Mexico City.
- Luciérnagas (1984) (vydaná sbírka volných fotografií). ENAP Mexico City.
- Bodas de Sangre (1987). Vláda okresu Tabasco.
- Santo y Seña de los Recintos Históricos de la Universidad de México (1996).ISBN 968-36-4630-1.
- Lourdes Grobet (2005). Turner Publicaciones, Španělsko.ISBN 84-7506-620-8
- Lucha Libre: Maskované superhvězdy mexického wrestlingu (2005).ISBN 1-933045-05-1
- Retratos de Familia (2007). Reverté Editores, Mexiko/Španělsko.ISBN 6077515051
- Espectacular de Lucha Libre (2008). Trilce Editions, Mexico City.ISBN 968-9044-16-8
- Lucha Libre Mexicana (s Gabrielem Rodríguezem) (2008) ISBN 968-9044-17-6